# J. D. Theile
Die J. D. Theile GmbH & Co. KG (Kurzform JDT) ist ein deutscher Hersteller von Rundstahlketten und Zubehör für die Bergbau- und Industrietechnik. Des Weiteren beschäftigt sich das Unternehmen mit der Industrieautomation. Standort und Produktionsstätte sind seit 1819 in Schwerte Ortsteil Villigst.

## Geschichte

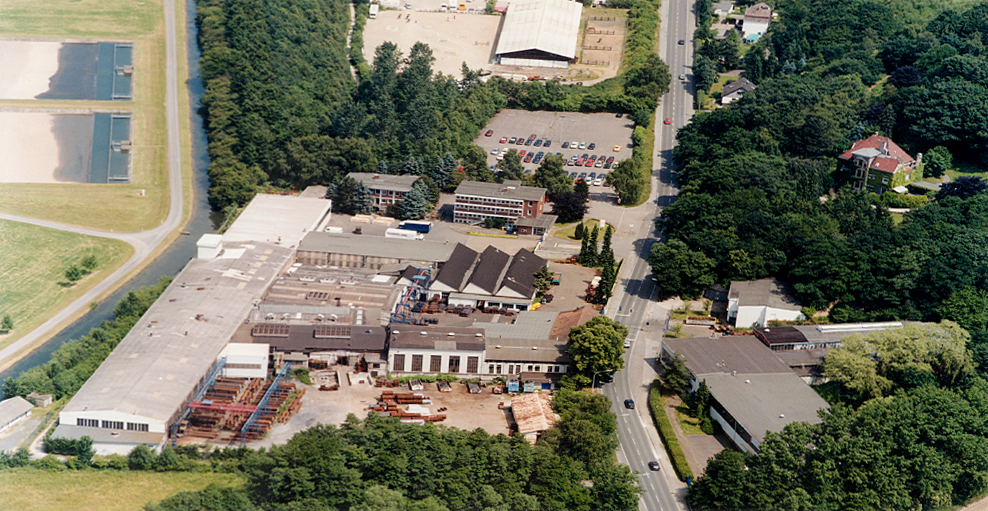
Luftbild des Firmensitzes

Johann-Dietrich Theile führte 1819 verschiedene Produktionsstätten zusammen und gründete das Unternehmen in Schwerte. In dieser Zeit wurden bis zu 180 Kettenheimschmiede beschäftigt. Das Unternehmen wurde Mitte des 19. Jahrhunderts an seinen Sohn Fritz Theile übertragen.
Der Enkel des Gründers, ebenfalls Fritz Theile, nahm die fabrikmäßige Herstellung von Schiffsketten auf und schuf so die Grundlage der heutigen Kettenfabrik. Fritz Theile übergab seinem Schwiegersohn Wilhelm Hidding Anfang des 20. Jahrhunderts das Unternehmen. Er führte die fabrikmäßige Herstellung von schweren Ankerstegketten ein und baute die Fertigung nach den technologischen Gesichtspunkten von schweiß- und vergütungstechnischer Verfahren auf. Unter seiner Führung war das Unternehmen vor allem an der Mechanisierung des Bergbaus beteiligt. Als er im Jahre 1959 verstarb, hinterließ er seinem Sohn Jürgen Hidding das Unternehmen. Unter diesem wurde das Unternehmen in den 1980er Jahren international tätig.
Seit Anfang der 1990er Jahre leitet sein Sohn Jan-Dirk Hidding das Unternehmen. 2020 wurden ca. 240 Mitarbeiter beschäftigt.

## Produkte
- Rundstahlketten und Förderketten von ⌀ 6 mm bis ⌀ 60 mm
- Verbindungsschlösser, sowohl für den Industrie- als auch den Bergbaubereich
- Anschlagketten (Haken-, Ring-, Kranz- und Offshore-Ketten) für ein- und mehrsträngige Anwendungen
- Anschlagpunkte/Anschlagwirbel in diversen Ausführungen (kugelgelagert, drehbar, anschweißbar, einschraubbar)
- geschmiedete Anschlagmittel (u. a. Gabelkopf-, Ösen-, Automatik-, Absetzkipper-, Wirbelhaken, Verkürzungselemente)
- Servicedienstleistungen zum Produktprogramm (Kettenprüfungen und Schulungen „Befähigte Person“ gem. BGR 500)

## Technologie

### Patente und Gebrauchsmuster
JDT hat 150 erteilte Patente, Gebrauchsmuster und Markennamenregistrierungen. Hierunter fallen u. a. Eintragung der Marke 30 2008 076 257 F-Class, 17. Februar 2011, Patent-Nr. 103 48 491 IPC: F16G 13/18 Rundstahlgliederkette, 7. Juli 2005, Patent-Nr. 23 54 028 Bügelschloss, 24. November 1977, Patent-Nr. 908696 Verfahren und Vorrichtung zum Herstellen von Ketten für hohe Beanspruchung, 22. November 1951.

### Normungsarbeit
Seit 1975 arbeitet die Firma JDT  im Normungsausschuss FNA Rundstahlketten DIN  mit. Der Normenausschuss Rundstahlketten besteht aus verschiedenen Arbeitsausschüssen, Rundstahlketten (NRK) im Deutschen Institut für Normung e. V. (DIN) zuständig für die nationale (DIN), die europäische (CEN) und die internationale (ISO) Normung. Der Normenausschuss Bergbau (FABERG) für Rundstahlketten, Einzelteile und Zubehör, die im Bergbau Anwendung finden. Der Normenausschuss Eisen und Stahl (FES), welcher sich u. a. mit der Normung von Stählen für geschweißte Rundstahlketten beschäftigt. JDT ist Teilnehmer dieser Arbeitsausschüsse und hat  an 42 DIN-Normen, 16 EN-Normen und 22 ISO-Normen mitgewirkt. Hierunter fallen u. a. EN-Normen 818-1 bis 818-6 und 1677-1 bis 1677-4, welche auf europäischer Ebene erarbeitet und veröffentlicht wurden. Im Bereich der Bergbautechnik für Ketten und Schlösser die DIN 22252 und DIN 22258 sowie im Normenausschuss für Stahl (FES) die DIN 17115.